# Leonel Noriega
Leonel Lisandro Noriega Pereira (n. 10 de mayo de 1975) es un futbolista guatemalteco que juega como defensa. Actualmente, milita en el Deportivo San Pedro de la Primera División de Guatemala.

## Trayectoria

### Inicios (1999-2006)
Este jugador estuvo con la Liga Nacional de Guatemala con Deportivo Suchitepéquez donde estuvo por 7 temporadas, en el 2006 le dice adiós a las filas del cuadro venado y forma parte del Deportivo Marquense donde permaneció hasta 2016 cuando el Deportivo San Pedro lo fichó.

## Clubes
| Club                                  | País      | Año             |
| ------------------------------------- | --------- | --------------- |
| Club Social y Deportivo Suchitepéquez | Guatemala | 1999 - 2006     |
| Deportivo Marquense                   | Guatemala | 2006 - Presente |
| Deportivo San Pedro                   | Guatemala | 2016 - Presente |

- Datos: Q6526246